# Kujtim Shala
Kujtim Shala (horvátul: Kujtim Šalja; Prizren, 1964. július 13. –) horvát-albán egykori profi középpályás labdarúgó. Kultúra-, ifjúság- és sportügyi miniszter és miniszterelnök-helyettes volt Isa Mustafa kormányában.

## Nemzetközi karrier
Shala egyetlen mérkőzését játszotta a horvát labdarúgó-válogatottban az Egyesült Államok elleni 2–1-re megnyert mérkőzésen 1990. október 17-én, egy barátságos mérkőzésen, mielőtt a Horvát Labdarúgó-szövetség 1992-ben a FIFA tagja lett.

## Edzői karrier
Shala a koszovói szuperligában szereplő FC Prishtina vezetőedzője volt. De miután az FC Prishtina nem nyerte meg a koszovói szuperligát, kirúgták.
2008 februárjában a Koszovói labdarúgó-válogatott vezetőedzőjévé választották.

## Magánélete
Shala Prizrenben, Jugoszláviában (ma Koszovó) született, és albán származású. Fia, Andis Shala is labdarúgóként tevékenykedik.